# It’s Beginning to Look a Lot Like Christmas
It’s Beginning to Look a Lot Like Christmas – piosenka świąteczna. Autorem tekstu i kompozytorem jest Meredith Willson.
Pierwszym wykonawcą piosenki był Perry Como wraz z The Fontane Sisters i z orkiestrą Mitchella Ayresa 18 września 1951 roku,  jego wersja piosenki została wykorzystana w filmie Ekspres polarny.
Wersja piosenki Johnny’ego Mathisa zyskała popularność po włączeniu jej do filmu Kevin sam w Nowym Jorku w 1992 roku. Stopniowo nagranie Mathisa zaczęło być szeroko emitowane w radiu i przez następne lata ta wersja znalazła się w pierwszej dziesiątce świątecznych hitów.

## Historia piosenki
W Yarmouth w Nowej Szkocji panuje powszechne przekonanie, że Meredith Willson napisał piosenkę podczas pobytu w hotelu Grand w Yarmouth. Piosenka odnosi się do drzewa, które rosło nieopodal Grand Hotelu w parku Frost Park położonego bezpośrednio po drugiej stronie ulicy od hotelu Grand. Tekst wspomina także o sklepie Five and Ten, który w tamtym czasie działał w Yarmouth.
Możliwe jest również, że Grand Hotel, o którym Willson wspomina w piosence, został zainspirowany hotelem Historic Park Inn w jego rodzinnym mieście Mason City w stanie Iowa. Hotel Park Inn to ostatni wciąż istniejący hotel zaprojektowany przez architekta Franka Lloyda Wrighta, położony jest w centrum Mason City z widokiem na Central Park.

## Wykonawcy
Piosenka została nagrana przez wielu artystów, wykonywali ją m.in.:
- Bing Crosby (1951)
- Johnny Mathis (1986)
- Dean Martin (1998)
- Michael Bublé (2011)
- Rag’n’Bone Man (2018)
- Pentatonix (2018)
- Álvaro Soler (2019)
- Meghan Trainor (2020)
- Kelly Clarkson (2021)
- Bryska (2021)

## Pozycje na listach przebojów
| Lista (2008–2023)                        | Pozycja |
| ---------------------------------------- | ------- |
| Australia: ARIA                          | 73      |
| Austria: Ö3 Austria Top 40               | 69      |
| Czechy: Singles Digitál Top 100          | 40      |
| Grecja: IFPI                             | 70      |
| Holandia: Single Top 100                 | 38      |
| Irlandia: IRMA                           | 86      |
| Kanada: Billboard Canadian Hot 100       | 37      |
| Litwa: AGATA                             | 42      |
| Łotwa: IFPI                              | 20      |
| Niemcy: Deutsche Musikcharts             | 90      |
| Portugalia: AFP                          | 75      |
| Stany Zjednoczone: Hot 100               | 12      |
| Szwajcaria: Schweizer Hitparade          | 55      |
| Szwecja: Sverigetopplistan               | 77      |
| Węgry: Mahasz                            | 19      |
| Wielka Brytania: Official Charts Company | 47      |